# دستور الاتحاد السوفييتي (1924)
دستور الاتحاد السوفييتي لعام 1924 هو دستور الاتحاد السوفييتي المعتمد في 31 يناير 1924. وفقا للمؤرخ البريطاني أرتشي براون فإن الدستور لم يكن أبدا دليلا دقيقا للواقع السياسي في الاتحاد السوفييتي. على سبيل المثال، لم يتم ذكر حقيقة أن الحزب الشيوعي لعب الدور القيادي في صنع السياسات وتنفيذها صراحةً حتى عام 1977.

## تاريخ الدستور
كان دستور عام 1924 هو الدستور الأول للاتحاد السوفييتي والذي صدّق عليه المؤتمر الثاني للسوفييت. وقد أضفى دستور عام 1924 الشرعية على معاهدة ديسمبر 1922 بشأن إنشاء الاتحاد السوفييتي بين جمهورية روسيا الاتحادية الاشتراكية السوفييتية، وجمهورية أوكرانيا الاشتراكية السوفييتية، وجمهورية بيلاروس السوفييتية، وجمهورية ما وراء القوقاز السوفييتية المؤسسة للاتحاد السوفييتي. في جوهره، كان دستور عام 1924 بمثابة توسعة وتعميم لمعاهدة عام 1922، حيث حددت المعاهدة بالفعل معظم الأجزاء الرئيسية، كما سمح بالتوسع المحتمل للاتحاد السوفييتي. في حين أن المعاهدة الأصلية كانت تحتوي على 26 مادة فقط، احتوى دستور عام 1924 على 72 مادة مقسمة إلى أحد عشر فصلاً. حل دستور عام 1924 محل الدستور الروسي لعام 1918 والذي كان بمثابة مقدمة وأثر على المبادئ الرئيسية للدستور على مستوى الاتحاد.
أنشأ دستور عام 1924 مؤتمر السوفييت ليكون الهيئة العليا لسلطة الدولة السوفييتية، مع تمتع اللجنة التنفيذية المركزية بهذه السلطة خلال الفترات الانتقالية وعملت كرئاسة جماعية للبلاد. وانتخبت اللجنة التنفيذية المركزية أيضًا مجلس مفوضي الشعب، الذي كان بمثابة الفرع التنفيذي للحكومة. تم تقسيم اللجنة التنفيذية المركزية، والتي كانت بمثابة الهيئة التشريعية فعليًا، إلى مجلس سوفييت الاتحاد الذي يمثل الجمهوريات المكونة، ومجلس سوفييت القوميات الذي يمثل مصالح المجموعات القومية بشكل مباشر. كانت هيئة الرئاسة تشرف على إدارة الحكومة بين دورات اللجنة التنفيذية المركزية.
نجح دستور عام 1924 في الصمود بعد ستة إصدارات حتى استبدل بدستور الاتحاد السوفييتي لعام 1936 في 5 ديسمبر/كانون الأول 1936.

## روابط خارجية
- باللغة الروسية Full Text and All Laws Amending the 1924 Constitution of the U.S.S.R.
- Constitution of the Union of Soviet Republics Abridged
- Constitution of the Union of Soviet Republics